# De Harlez

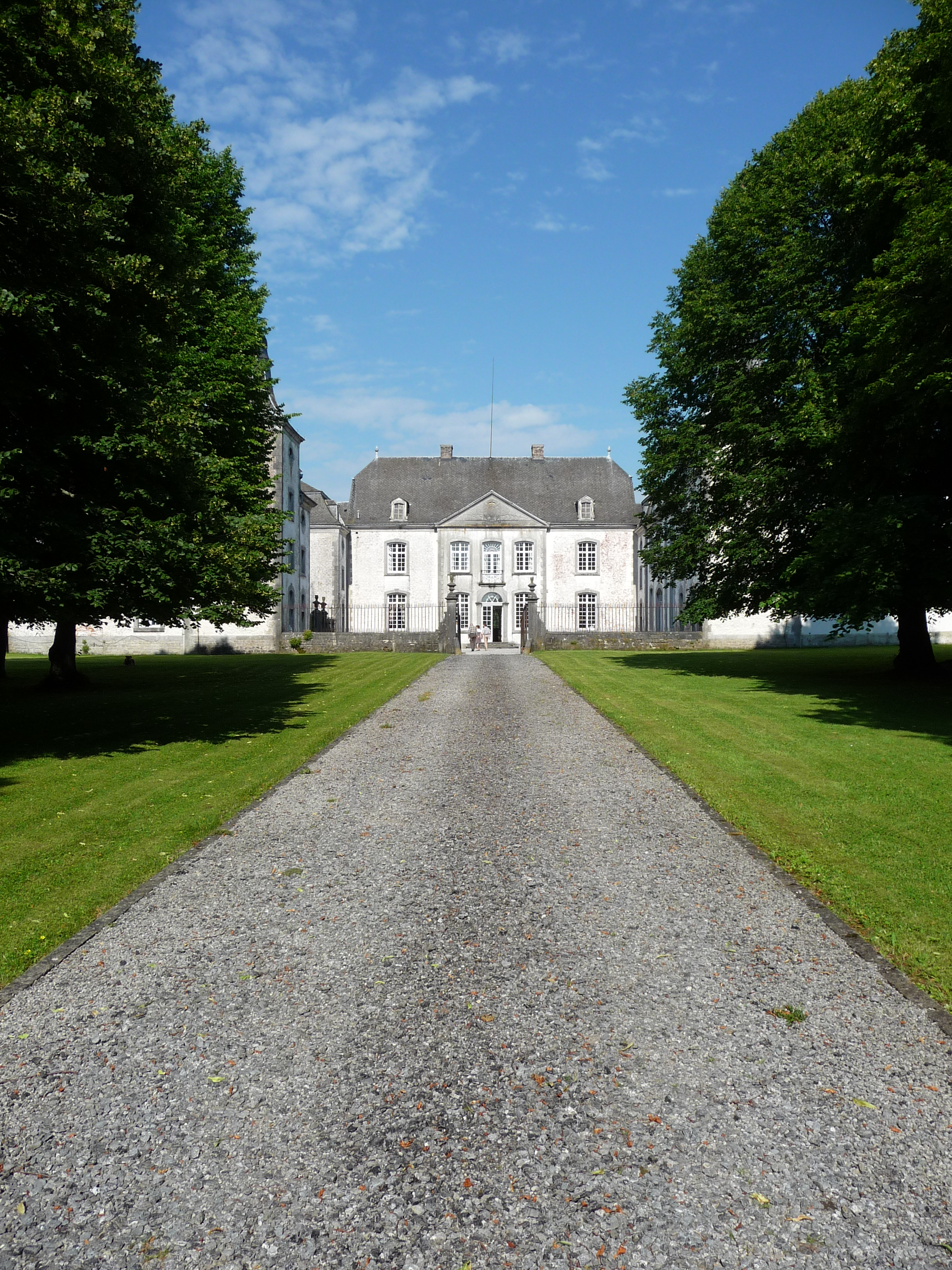
Het kasteel van Deulin

De Harlez (sinds 1910 ook De Harlez de Deulin) is een Zuid-Nederlandse adellijke familie uit de streek van Luik.

## Geschiedenis
De bierbrouwer Guillaume de Harlez, heer van onder meer Fronville en Deulin, kocht in 1758 grond in Deulin, gelegen in de huidige gemeente Hotton. In 1760 werd daarop een kasteel gebouwd, mogelijk ontworpen door de architect Etienne Fayen. Dit kasteel van Deulin is nog steeds in het bezit van de familie.
Guillaume de Harlez, heer van Fronville en Deulin, kreeg in 1762 de riddertitel. Het was zijn achterkleinzoon, Conrard de Harlez, die onder het Verenigd Koninkrijk der Nederlanden in 1828 werd erkend in de erfelijke adel, met de toekenning van de titel van ridder aan alle mannelijke afstammelingen.

## Conrad de Harlez
- Conrad Lambert Servais de Harlez (Luik, 9 december 1784 - 27 april 1858), ontvanger van de registratie, trouwde met Marie-Antoinette de Reul de Bonneville (1798-1855). Ze kregen twee zoons en een dochter. Hij werd in 1828, onder het Verenigd Koninkrijk der Nederlanden, in de erfelijke adel erkend met de titel van ridder, overdraagbaar op alle mannelijke afstammelingen. Ook zijn broers Charles en Simon de Harlez werden in de adel erkend, maar zij verwaarloosden het de open brieven te lichten en de erkenning werd ingetrokken.
  - Guillaume-Philippe de Harlez (1829-1900), voorzitter van het Genootschap Sint-Vincentius-à-Paulo, trouwde in 1853 in Flémalle met Sidonie de Thiriart de Mützhagen (1832-1907). Ze kregen een zoon en een dochter.
    - Marie-Thérèse de Harlez de Deulin (1857-1931)
    - Charles-Philippe de Harlez de Deulin (1863-1941), provincieraadslid van Luxemburg en burgemeester van Fronville, trouwde in 1886 in Seraing met Marguerite Fortemps de Loneux (1863-1931). Ze kregen drie zoons en drie dochters. In 1910 kreeg hij vergunning om de Deulin aan de familienaam toe te voegen, naar het goed dat sinds 1758 in het bezit van de familie was. In 1928 werd hem de titel burggraaf toegekend, overdraagbaar bij eerstgeboorte.
      - Germaine de Harlez de Deulin (1888-1904)
      - Marie-Louise de Harlez de Deulin (1890-1961), trouwde in 1909 in Luik met ridder Léon-Henry de Theux de Meylandt et Montjardin (1885-1913), dochter van ridder Xavier de Theux de Meylandt et Montjardin, historicus en bibliofiel, en vervolgens in 1926 in Hotton met graaf Robert Capelle (1889-1974), secretaris van koning Leopold III, zoon van baron Léon Capelle, diplomaat. Ze kreeg die zoons uit haar eerste huwelijk en een zoon uit haar tweede huwelijk, met afstammelingen tot heden.
      - Guillaume de Harlez de Deulin (1892-1914)
      - Charles de Harlez de Deulin (1894-1968), trouwde in 1918 in Folkestone met Isabelle van de Werve (1896-1984). Ze kregen acht zoons, met afstammelingen tot heden.
      - Antoine de Harlez de Deulin (1897-1917)
      - Hélène de Harlez de Deulin (1900-1989), trouwde in 1920 in Fronville met Guy de Theux de Meylandt et Montjardin (1899-1989). Ze kregen vier zoons en een dochter, met afstammelingen tot heden.

  - Sophie de Harlez (1831-1891), trouwde in 1857 in Luik met Iwan de Fabribeckers de Cortils (1831-1881), zoon van Henri-Aimé de Fabribeckers de Cortils, burgemeester van Mortier en provincieraadslid van Luik. Ze kregen twee dochters, met afstammelingen tot heden.
  - Charles de Harlez (1832-1899), priester, huisprelaat van de paus, kanunnik van de Luikse kathedraal, hoogleraar Oosterse talen aan de Katholieke Universiteit Leuven, lid van de Koninklijke Academie van België, beschermer van Abbot Daens.

Een lid van de familie bewoont nog steeds het in 1760 gebouwde kasteel van Deulin.